# Критски емират
Емират Крит је била муслиманска држава на Криту која је постојала у периоду од 820-их година до 961. године.

## Освајање Сицилије
Крит је био мета муслиманских напада још од првог таласа муслиманских освајања средином 7. века. Први напад Крит је претрпио 654. године, а следећи 674/5. године. Делови острва привремено су окупирани током владавине омајадског калифа Ел Валида (705—715). Ипак, острво и даље није било освојено и, упркос повременим нападима у 8. веку, и даље је било у византијским рукама. Крит је био сувише далеко од арапских поморских база на Леванту како би биле предузете делотворне акције. У другој половини владавине Михаила II (820—829), група андалуских прогнаника искрцала се на Крит и започела са освајањем. Ови прогнаници преживели су пропалу побуну против емира Хакима I код Кордобе 818. године. Грађани кордопског предграђа Ел Рабада протерани су са Иберијског полуострва. Неки су населили Фаз у Мароку, али су други, преко 10.000 људи, прибегли пиратерији вероватно се придруживши другим муслиманима. Они су освојили ајубидски град Александрију 827. године. Међутим, тачна година њиховог освајања Крита није позната. Муслимански извори освајање обично датирају у 827. или 828. годину, након протеривања становника Кордобе из Александрије. Византијски извори су контрадикторни; за пад Кипра пишу да се догодио убрзо након гушења Томине побуне (823), у 824. годину или касније.
Кордобљани су напустили Александрију у 40 бродова. Историчар Ворен Тредголд процењује да их је било око 12.000 од којих 3000 ратника. Према писању византијских хроничара, они су већ били упознати са острвом јер су га и раније нападали. Напад је најпре био замишљен као пљачкашки поход. Међутим, након што су им бродови запаљени, Кордобљани су довели своје породице и населили острво. Место искрцавања је такође непознато. Михаило је послао војску како би повратила острво. Међутим, губици током устанка Томе Словена били су превелики те Византија није могла адекватно да одговори на муслиманске нападе. Напад Аглабида на Сицилију је, међутим, одбијен. Експедиције на Крит предводили су стратези Кратер и Фотин. Обе су завршене неуспехом. Муслимани су за престоницу одабрали Кандакс (Ираклион).

## Историја емирата
Први емир Крита, Абу Хафз, одбио је неколико византијских напада и успоставио контролу над острвом. Он је признавао врховну власт Абасидског калифата, али је његова држава била de facto независна. Освајање острва пореметило је византијску хегемонију у источном Средоземљу. Егејско море је сада било изложено муслиманским упадима. Они заузимају и поједина острва Киклада, али је Михаило организовао нову експедицију. Адмирал Уран је успео да избаци Арабљане са Егејских острва, али није успео да поврати Крит. Михаилов наследник, Теофило (829—842) је упутио посланике Абдурахману II од Кордобе и предложио му заједничку акцију против изгнаника из Кордобе. Абдурахман је одобрио византијске нападе, али није непосредно помогао византијском цару. Октобра 829. године Крићани су уништили царску флоту код Тасоса поништавајући тако многе Уранове успехе. Егејска острва остала су изложена нападима. Убрзо Крићани нападају Еубеју (835—40), Лезбос (837), обале теме Тракесијанаца. Тамо су доживели пораз од стратега Константина Контомита.
Теофилов наследник, Михаило III, предузео је мере против муслимана на Криту. Он је 843. године основао тему Егејско море како би лакше бранио острва. Нову експедицију предводио је логотет и регент Теоктист. Иако је успео да заузме већи део острва, Теоктист је морао да га напусти због политичких интрига у Цариграду. Војници које је оставио на Криту побијени су од стране Арабљана. У покушају да ослаби Арабљане на Криту, византијска флота напала је 853. године египатску базу Дамијету и запленила оружје намењено Крићанима. У наредним годинама Крићани настављају са нападима на Пелопонез, Кикладе и Атос. Цезар Варда Мамиконијан 866. године организује нову експедицију на Крит, али је убијен од стране Василија I.
Године 873. критска флота продрла је чак у Мраморно море. По први пут, још од друге арапске опсаде Цариграда (717—718), муслиманска флота долази тако близу византијске престонице. По повратку је, међутим, доживела тежак пораз од адмирала Никите Орифаса у бици код Кардије. Орифас је још једном поразио Крићане код Коринтског залива приликом чега је задобио велики број заробљеника. Потом је склопљено примирје. Крићански емир плаћај је Византији данак. У наредним нападима се Крићанима придружују и муслиманске флоте Северне Африке и Сирије. Пелопонез је посебно погођен њиховим нападима, али је такође страдала и Еубеја и Киклади. Острва Патмос, Карпатос и Сокастро су под крићанском контролом, а крићанска власт проширила се на северу до Егине у Саронском заливу и Елафонисоса и Китере. Наксос, а вероватно и Иос и Парос, приморани су на плаћање џизије Криту. Атина је можда заузета око 896-902. Сиријска флота на челу са Лавом од Триполија опљачкала је Солун, други по величини град у Византији. Лав је Крит користио као базу приликом повратка из Солуна. Преко 20.000 Тесалаца продато је у робље на острву. Византинци 911. године шаљу флоту под Химериосом на Крит, али је његов напад завршен неуспехом. Флота је уништена у поморској бици код Хиоса од стране сиријске флоте.

## Византијско освајање Крита
Критски пирати нападали су 930-тих и 940-тих година јужну Грчку, Свету Гору и западне обале Мале Азије. Као резултат тога, цар Константин Порфирогенит (913—959) је послао још једну експедицију 949. године, али је она поражена. Византијски хроничари приписују пораз неспособности и неискуству њеног адмирала, Константина Гонгила. Константин није одустао већ је пред крај своје владавине отпочео са припремом још веће флоте. Умро је пре него што је успео да је изграни. Његов наследник, Роман II (959—963), је довршио изградњу флоте и на њено чело поставио способног генерала Нићифора Фоку. На челу огромне војске и флоте, Фока се јуна или јула 960. године искрцао на острво. Муслиманска војска која му је пошла у сусрет је разбијена. Уследила је дуготрајна опсада Кандакса која је окончана 6. марта 961. године. Византинци су освојили град, опустошили га и порушили тамошње џамије. Муслимански становници су побијени и продати у робље. Емир и његов син су заробљени и одведени у Цариград где је Фока прославио тријумф. Острво је претворено у византијску тему, а преживели муслимани су покрштени од стране мисионара попут преподобног Никона Покајанија. Један од покрштених је и кнез Анемас који је ступио у византијску службу. Погинуо је приликом опсаде Доростре у Руско-византијском рату (970—971).

## Последице
Период арапске власти над Критом остаје релативно неистражен због недовољног броја преживелих извора који би сведочили о унутрашњим приликама у Емирату. Сем неколико топонима, не постоје бројни археолошки остаци из овог периода, вероватно због намерног уништавања Византинаца после 961. године. Историја Критског емирата углавном је позната из византијских извора који га описују као гнездо пиратерије и трговине робљем. Малобројни подаци који не потичу од византијских хроничара сведоче о уређеној држави са развијеном економијом и трговачким везама, а постоје докази да је Кандакс био и значајан културни центар. Бројни очувани златни и сребрни новчићи сведоче о јакој економији и високом животном стандарду. Привреда је била ојачана трговином са осталим земљама муслиманског света, посебно са Египтом. Изолованост острва од остатка Европе довела је до развоја пољопривреде. Могуће да је шећерна трска у ово време први пут доспела на Крит. Нејасно је шта се догодило са хришћанима након муслиманског освајања Крита. Вероватно је већина исламизована или је протерана. Међутим, постоје претпоставке да су поједине хришћанске заједнице опстале на Криту.